# Тетрастаннид пентасамария
Тетрастаннид пентасамария — бинарное неорганическое соединение
самария и олова
с формулой Sm5Sn4,
кристаллы.

## Получение
- Сплавление стехиометрических количеств чистых веществ:

{\displaystyle {\mathsf {5Sm+4Sn\ {\xrightarrow {1420^{o}C}}\ Sm_{5}Sn_{4}}}}

## Физические свойства
Тетрастаннид пентасамария образует кристаллы
ромбической сингонии, пространственная группа P nma, параметры ячейки a = 0,8126 нм, b = 1,567 нм, c = 0,8290 нм, Z = 4,
структура типа пентасамарийтетрагермания Ge4Sm5
.
Соединение образуется по перитектической реакции при температуре 1420°С
.